# 路桩

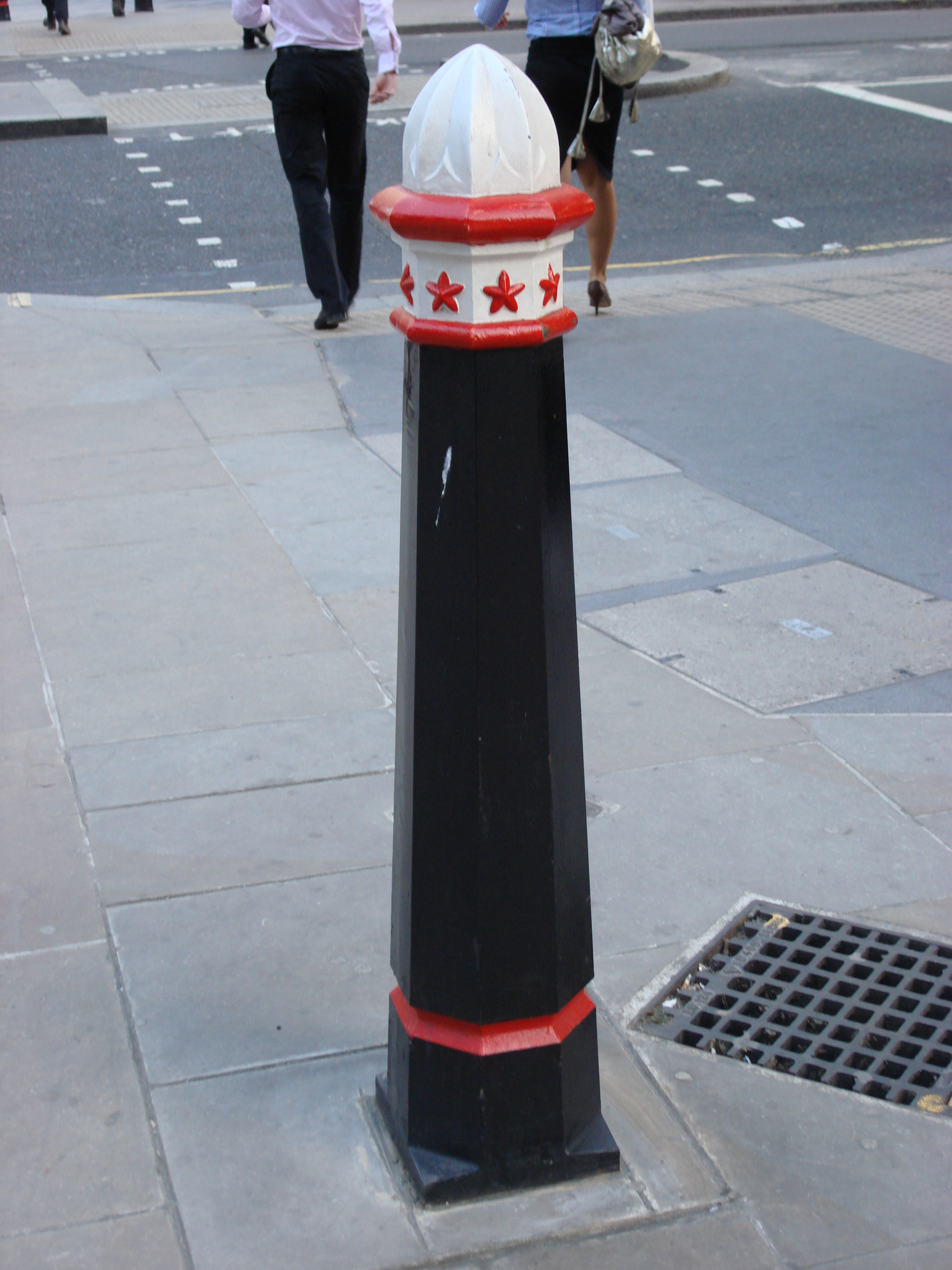
路桩

路桩是一種為阻止汽車駛入某區域而在某區域邊界設立的柱子，例如保護建築或者行人免受車輛的撞擊。路桩有多种多样的形状、大小和类型。路桩的材料可以是混凝土或钢筋。有些路桩是永久性的，還有一些是臨時的。 還有一些路樁甚至成了藝術品。